# Berek (Gradiška)
Berek (szerbül: Берек), falu Gradiška községben, Bosznia-Hercegovinában, Bosanska krajina területén, a Szerb Köztársaságban. 

## Fekvése
Bosznia-Hercegovina északi részén, Banja Lukától légvonalban 28, közúton 39 km-re északra, községközpontjától légvonalban 11, közúton 17 km-re délre, 98-110 méteres magasságban, a Jurkovica és Osorna folyók közötti síkságon fekszik. Több, kis településből áll.

## Népessége
| Nemzetiségi csoport | Népesség 1991 | Népesség 2013 |
| ------------------- | ------------- | ------------- |
| Szerb               | 456           | 406           |
| Bosnyák             | 0             | 0             |
| Horvát              | 3             | 5             |
| Jugoszláv           | 13            | 0             |
| Egyéb               | 10            | 7             |
| Összesen            | 482           | 418           |

## Története
A határában a „Gradina” nevű lelőhelyen előkerült leletek és földsáncok maradványainak tanúsága szerint itt már a vaskorban emberi település állt. Ennek a területén a kora középkorban földvárat építettek, melynek a sáncai ma is jól kivehetők.
A település területe, mely akkor Elezagići határába esett, 1878-ig tartozott az Oszmán Birodalomhoz, ekkor a berlini kongresszus határozata alapján az Osztrák-Magyar Monarchia része lett. 1910-ben a Bosanska Gradiškai járáshoz és Rogolje községhez tartozó településen 46 háztartást, 248 ortodox szerb, 12 római katolikus és 10 görög katolikus lakost találtak. A monarchia szétesésével 1918-ban előbb a Szerb-Horvát-Szlovén Királyság, majd 1929-től a Jugoszláv Királyság része. Jugoszlávia megszállása után a település a Független Horvát Állam (NDH) része lett. A falu 1945-től a szocialista Jugoszlávia része volt. A boszniai háború idején a Boszniai Szerb Köztársaság része volt. A daytoni békeszerződést követő területfelosztásnál Bosanska Gradiška község részeként a Szerb Köztársaság területéhez került.

## Nevezetességei
- Gradina – őskori település és kora középkori erődítmény maradványai. Egy „Rit” nevű síkvidéki lelőhelyegyüttes közepén egy 1,5 – 2 méter magas földsánccal övezett, mintegy száz méteres átmérőjű földvár nyomai láthatók, melynek bejárata a keleti oldalon volt. A lelőhelyen számos kerámiatöredék, használati tárgyak töredékei és háztartási hulladék került elő, melyeket a szakemberek a vaskorra és a kora középkorra datáltak.[4]